# Wilrijk
Wilrijk (antiga ortografia: Wilrijck) é um distrito na cidade de Antuérpia em Flandres, Bélgica. Separou-se como municipalidade em 1983 e no ano 2000 se converteu num dos nove distritos da cidade.
A primeira casa nesse localidade foi construída no ano 600 a.C. O povo foi mencionado pela primeira vez numa acta do ano 1003 com o nome de uuilrika. Provavelmente o nome do povo deriva-se do nome galo-romano Villariacum.
A cada cinco anos celebra-se o Festival da cabra que atrai a muitos turistas, pelo que a municipalidade se conhece como o Povo das cabras. A última celebração foi a 19 de setembro 2010.

## Personagens destacadas
- Toby Alderweireld (n. 1989), futebolista.
- Victor Campenaerts (n. 1991), ciclista.
- Linda Mertens (n. 1978), cantor.